# سعفان الصغیر
سعفان الصغیر (انگلیسی: Saafan El-Sagheer؛ زادهٔ ۷ ژانویهٔ ۱۹۶۸) بازیکن سابق و مربی فوتبال اهل مصر است.
وی همچنین در تیم ملی فوتبال مصر بازی کرده‌است.